# Ескадрені міноносці типу G та H
Ескадрені міноносці типу G та H (англ. G and H-class destroyer) — клас військових кораблів з 24 ескадрених міноносців, що випускалися британськими суднобудівельними компаніями з 1935 по 1939 роки. Ескадрені міноносці цього типу входили до складу Королівського військово-морського флоту Великої Британії та ВМС інших країн та знайшли широкого застосування за часів Другої світової війни та післявоєнний час. У морських боях та битвах було втрачено 16 кораблів цього типу, сімнадцятий був списаний через отримані серйозні конструктивні пошкодження.
Цей тип британських ескадрених міноносців відносився до сьомої та восьмої серії міжвоєнних серійних есмінців (так звані «стандартні» есмінці). 6 кораблів типу H з незначними змінами від вихідного проекту були замовлені ВМС Бразилії, але з початком війни викуплені британським урядом і включені до складу Королівського флоту Великої Британії.

## Ескадрені міноносці типу G та H

### Королівський військово-морський флот Великої Британії

#### Ескадрені міноносці типу «G»
| Корабель    | Номер вимпелу                     | Виготовлювач                                           | Закладено       | Спущено           | У строю         | Статус |
| ----------- | --------------------------------- | ------------------------------------------------------ | --------------- | ----------------- | --------------- | --- |
| «Галант»    | H59                               | Alexander Stephen and Sons, Глазго                     | 15 вересня 1934 | 26 вересня 1935   | 25 лютого 1936  | конструктивно повністю зруйнований після підриву на морській міні біля Мальти 20 січня 1941                                                        |
| «Галанд»    | H37                               | Fairfield Shipbuilding and Engineering Company, Глазго | 22 серпня 1934  | 24 жовтня 1935    | 3 березня 1936  | переданий до складу Польських ВМС, як ORP «Галанд» у 1940. Після війни переданий до Королівських ВМС Нідерландів; розібраний на металобрухт у 1964 |
| «Джипсі»    | H63                               | Fairfield Shipbuilding and Engineering Company, Глазго | 4 вересня 1934  | 7 листопада 1935  | 22 лютого 1936  | підірвався на міні поблизу Гариджу 21 листопада 1939                                                                                               |
| «Глоувом»   | H92                               | John I. Thornycroft & Company, Вулстон                 | 15 серпня 1934  | 22 липня 1935     | 22 січня 1936   | 8 квітня 1940 року потонув після тарану німецького важкого крейсера «Адмірал Гіппер»                                                               |
| «Графтон»   | H89                               | John I. Thornycroft & Company, Вулстон                 | 30 серпня 1934  | 18 вересня 1935   | 20 березня 1936 | потоплений німецьким підводним човном U-62 29 травня 1940                                                                                          |
| «Гренейд»   | H86                               | Alexander Stephen and Sons, Глазго                     | 3 жовтня 1934   | 12 листопада 1935 | 28 березня 1936 | 29 травня 1940 року потоплений німецькою авіацією в битві за Дюнкерк                                                                               |
| «Гренвіль»  | H03 (лідер ескадрених міноносців) | Yarrow Shipbuilders, Глазго                            | 29 вересня 1934 | 15 серпня 1935    | 1 липня 1936    | 19 січня 1940 року підірвався на міні |
| «Грейхаунд» | H05                               | Vickers-Armstrongs, Барроу-ін-Фернес                   | 20 вересня 1934 | 15 серпня 1935    | 1 лютого 1936   | 22 травня 1941 року потоплений німецькими пікіруючими бомбардувальниками в битві за Крит                                                           |
| «Гріфін»    | H31                               | Vickers-Armstrongs, Барроу-ін-Фернес                   | 20 вересня 1934 | 15 серпня 1935    | 6 березня 1936  | переданий до Канадських ВМС, діяв як HMCS «Оттава»                                                                                                 |

#### Ескадрені міноносці типу «H»
| Корабель   | Номер вимпелу                     | Виготовлювач                                        | Закладено       | Спущено         | У строю           | Статус |
| ---------- | --------------------------------- | --------------------------------------------------- | --------------- | --------------- | ----------------- | --- |
| «Гарді»    | H87 (лідер ескадрених міноносців) | Cammell Laird & Company, Беркенгед                  | 30 травня 1935  | 7 квітня 1936   | 11 грудня 1936    | 10 квітня 1940 року потоплений артилерійським вогнем корабельної артилерії німецького есмінця «Георг Тіле» в першій битві за Нарвік |
| «Хейсті»   | H24                               | William Denny and Brothers, Дамбартон               | 15 квітня 1935  | 5 травня 1936   | 11 листопада 1936 | торпедований німецьким міноносцем S-55 14 червня 1942, затоплений біля Криту есмінцем HMS «Хотспур» 15 червня 1942                  |
| «Хавок»    | H43                               | William Denny and Brothers, Дамбартон               | 15 травня 1935  | 7 липня 1936    | 16 січня 1937     | сів на мілину біля Келібія, Туніс; потоплений 6 квітня 1942                                                                         |
| «Геревард» | H93                               | Vickers-Armstrongs, Ньюкасл-апон-Тайн               | 28 лютого 1935  | 10 березня 1936 | 9 грудня 1936     | Затонув в результаті бомбардування німецькими пікірувальниками Ju 87 поблизу острову Касос східніше Криту, 29 травня 1941           |
| «Хіроу»    | H99                               | Vickers-Armstrongs, Ньюкасл-апон-Тайн               | 28 лютого 1935  | 10 березня 1936 | 21 жовтня 1936    | переданий до складу Королівських ВМС Канади; діяв як HMCS «Шод'єр» (H99)                                                            |
| «Хостайл»  | H55                               | Scotts Shipbuilding and Engineering Company, Грінок | 27 лютого 1935  | 24 січня 1936   | 10 вересня 1936   | підірвався на морській міні 23 серпня 1940; потоплений есмінцем «Хіроу»                                                             |
| «Хотспар»  | H01                               | Scotts Shipbuilding and Engineering Company, Грінок | 27 лютого 1935  | 23 березня 1936 | 29 грудня 1936    | проданий до ВМС Домініканської Республіки, 1949                                                                                     |
| «Хантер»   | H35                               | Swan Hunter, Волсенд                                | 27 березня 1935 | 25 лютого 1936  | 30 вересня 1936   | 10 квітня 1940 року потоплений німецькими есмінцями в битві за Нарвік                                                               |
| «Гіперіон» | H97                               | Swan Hunter, Волсенд                                | 27 березня 1935 | 8 квітня 1936   | 3 грудня 1936     | 22 грудня 1940 року підірвався на міні та був затоплений біля Пантеллерія                                                           |

#### «Гавант» тип
| Корабель    | Номер вимпелу                     | Виготовлювач                           | Спущено         | У строю         | Статус |
| ----------- | --------------------------------- | -------------------------------------- | --------------- | --------------- | --- |
| «Гарвестер» | H19                               | Vickers-Armstrongs, Барроу-ін-Фернес   | 29 вересня 1939 | 23 травня 1940  | 11 березня 1943 року потоплений німецьким підводним човном U-432                                                             |
| «Гавант»    | H32 (лідер ескадрених міноносців) | J. Samuel White, Коуз                  | 17 липня 1939   | 19 грудня 1939  | 1 червня 1940 року пошкоджений у результаті повітряної атаки в битві за Дюнкерк та потоплений мінним загороджувачем «Салташ» |
| «Хавлок»    | H88                               | J. Samuel White, Коуз                  | 16 жовтня 1939  | 10 лютого 1940  | розібраний на металобрухт 1946                                                                                               |
| «Гесперус»  | H57                               | John I. Thornycroft & Company, Вулстон | 1 серпня 1939   | 22 січня 1940   | розібраний на металобрухт 1946                                                                                               |
| «Хайлендер» | H44                               | John I. Thornycroft & Company, Вулстон | 19 жовтня 1939  | 18 березня 1940 | розібраний на металобрухт 1947                                                                                               |
| «Харрікейн» | H06                               | Vickers-Armstrongs, Барроу-ін-Фернес   | 29 вересня 1939 | 21 червня 1940  | 24 грудня 1943 року потоплений німецьким підводним човном U-415                                                              |